# الگوریتم شترمرغ
در علوم رایانه، الگوریتم شترمرغ رویکردی است که در آن چون احتمال رخ دادن مشکل بسیار کم است از آن چشم‌پوشی می‌شود؛ یعنی این که بگذاریم مشکل رخ دهد بصرفه‌تر است از صرف هزینه برای شناسایی و مقابله با آن.
این رویکرد می‌تواند در مقابله با بن‌بست‌ها به کار گرفته شود، چون بن‌بست‌ها اغلب همین شرایط را دارند. این ساده‌ترین رویکرد در قبال بن‌بست‌هاست. رویکردهای دیگر عبارت‌اند از پیشگیری، جلوگیری، و شناسایی و بازیابی.
یک نمونهٔ دیگر استفاده از این راهبرد در مشکل سرریز عدد صحیح است که در زبان‌های برنامه‌نویسی اغلب نادیده گرفته می‌شود، چون در عمل بعید است رخ دهد.
یک رویکرد ترکیبی این است که سیستم مشخصاً بررسی کند آیا در شرایط کنونی آن حالت نامحتمل اصلاً اتفاق می‌افتد یا نه، و اگر اتفاق نمی‌افتد این الگوریتم را جایگزین الگوریتم هزینه‌برترِ در حال استفاده کند. گرچه با تغییر کردن شرایط، یا در صورت در نظر گرفته نشدن برخی شرایط، مشکل نامحتمل ممکن است رخ دهد.